# Stalitella
Stalitella is een geslacht van spinnen behorend tot de familie celspinnen (Dysderidae). De enige onderliggende soort werd voor het eerst wetenschappelijk beschreven door Absolon & Kratochvíl. 

## Soorten
- Stalitella noseki Absolon & Kratochvíl, 1933